# Église Saint-Étienne d'Arcis-sur-Aube
L'église Saint-Étienne est une église située à Arcis-sur-Aube, en France.

## Description
Bâtie sur un plan rectangulaire, elle a une abside à cinq pans qui fait saillie. Elle est entièrement voûtée. Bombardée en juin 1940 puis restaurée, son portail commencé en 1503 est très mutilé. Elle abrite deux chapelles pentagonales et un portail flamboyants ; il lui reste un ensemble de baies du XVIe siècle.

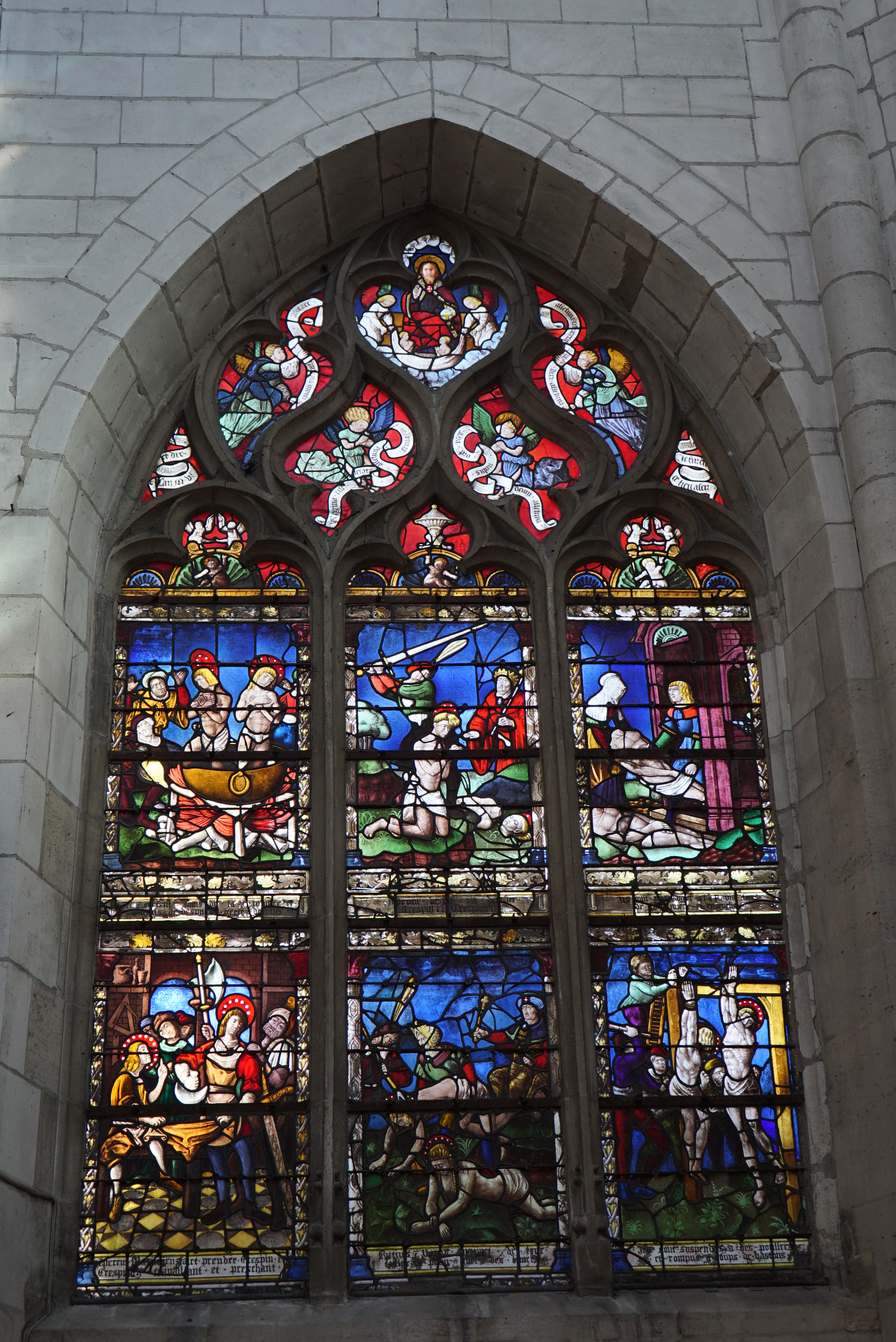
Un de ces vitraux.

## Localisation
L'église est située sur la commune d'Arcis-sur-Aube, dans le département français de l'Aube.

## Historique

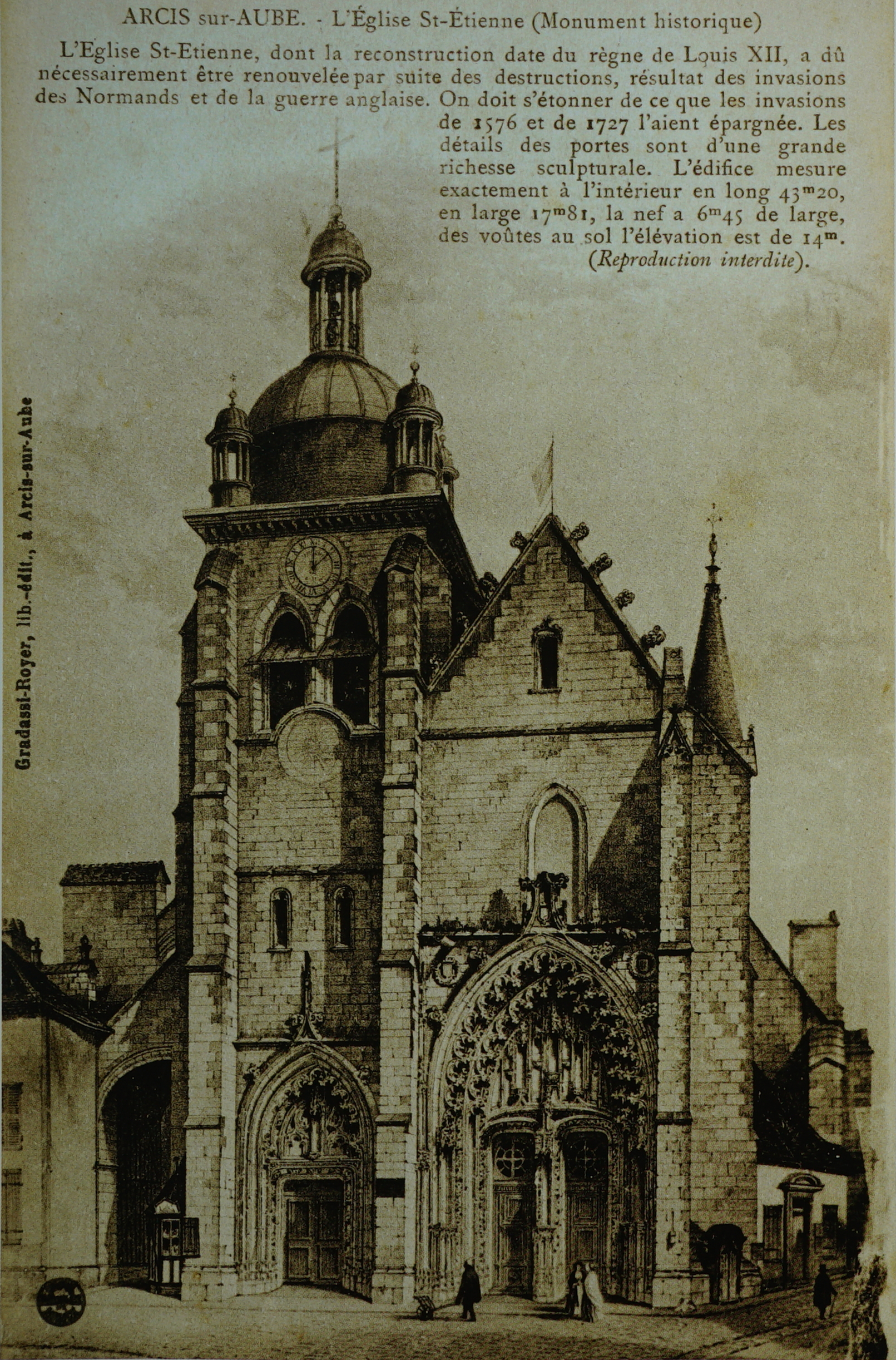
Sur une carte postale du début du xxe siècle.

La paroisse était une cure à la collation de l'évêque. L'église fut plusieurs fois incendiée.
L'édifice est classé au titre des monuments historiques en 1840.

## Personnalités
- Georges Jacques Danton (1759-1794), homme politique et révolutionnaire français, a été baptisé en l'église Saint-Étienne le 26 octobre 1759.